# Iranische Wirtschaft
In der Islamischen Republik Iran sind weite Teile der iranischen Wirtschaft verstaatlicht. Dazu zählen z. B. bis auf wenige Ausnahmen die Banken. Weitere wirtschaftliche Bereiche sind privat oder genossenschaftlich organisiert. Allgemein wird die kapitalistisch ausgerichtete Wirtschaft als Kommandowirtschaft bezeichnet, in der die politischen Machtzentren versuchen die Wirtschaft zu steuern. Der staatlichen Planung liegen jeweils Fünfjahrespläne zugrunde. Iran gehört nach kaufkraftbereinigtem Bruttoinlandsprodukt zu den 20 größten Wirtschaftsmächten weltweit.
Im Global Competitiveness Index, der die Wettbewerbsfähigkeit eines Landes misst, belegt Iran Platz 69 von 137 Ländern (Stand 2017–18). Im Index für wirtschaftliche Freiheit belegte das Land 2017 Platz 155 von 180 Ländern.

## Wirtschaft
Wichtigste Wirtschaftssparte sind die reichen Erdöl- und Erdgas-Vorkommen in Iran. Weitere wichtige Wirtschaftssparten sind die Textilindustrie, die Landwirtschaft und die Zement- und Baustoff-Produktion.
Iran hatte im Jahr 2016 eine arbeitsfähige Bevölkerung von 29,75 Millionen Menschen. Die Arbeitslosigkeit beträgt etwa 12,5 % (Stand 2016). Der Dienstleistungssektor bietet 45 % der Arbeitsplätze, wobei der Staat einen sehr großen Verwaltungsapparat betreibt. Die Landwirtschaft bietet 30 % und die Industrie 25 %.
Trotz vieler Probleme und internationaler Sanktionen wird Irans Wirtschaft aufgebaut. Die iranische Stahlproduktion wuchs von 0,55 Mio. Tonnen im Jahr 1980 über 1,6 Mio. Tonnen im Jahr 1990 und 6,6 Mio. Tonnen im Jahr 2000 auf 14,5 Mio. Tonnen im Jahr 2012. Die Zementproduktion stieg von 7,5 Mio. Tonnen im Jahr 1980 über 23,9 Mio. Tonnen im Jahr 2000 und 35,0 Mio. Tonnen im Jahr 2007 auf 70 Mio. Tonnen im Jahr 2012. Damit ist Iran der viertgrößte Zementhersteller weltweit.

## Wirtschaftszahlen
| Wachstum des BIP (Bruttoinlandsprodukts) in % gegenüber dem Vorjahr | Wachstum des BIP (Bruttoinlandsprodukts) in % gegenüber dem Vorjahr | Wachstum des BIP (Bruttoinlandsprodukts) in % gegenüber dem Vorjahr | Wachstum des BIP (Bruttoinlandsprodukts) in % gegenüber dem Vorjahr | Wachstum des BIP (Bruttoinlandsprodukts) in % gegenüber dem Vorjahr | Wachstum des BIP (Bruttoinlandsprodukts) in % gegenüber dem Vorjahr | Wachstum des BIP (Bruttoinlandsprodukts) in % gegenüber dem Vorjahr | Wachstum des BIP (Bruttoinlandsprodukts) in % gegenüber dem Vorjahr | Wachstum des BIP (Bruttoinlandsprodukts) in % gegenüber dem Vorjahr | Wachstum des BIP (Bruttoinlandsprodukts) in % gegenüber dem Vorjahr |
| ------------------------------------------------------------------- | ------------------------------------------------------------------- | ------------------------------------------------------------------- | ------------------------------------------------------------------- | ------------------------------------------------------------------- | ------------------------------------------------------------------- | ------------------------------------------------------------------- | ------------------------------------------------------------------- | ------------------------------------------------------------------- | ------------------------------------------------------------------- |
| Jahr                                                                | 2003                                                                | 2004                                                                | 2005                                                                | 2006                                                                | 2007                                                                | 2008*                                                               | 2009*                                                               | 2010**                                                              | 2011**                                                              |
| BIP (real)                                                          | 7,2                                                                 | 5,1                                                                 | 4,7                                                                 | 5,9                                                                 | 7,8                                                                 | 2,3                                                                 | 1,8                                                                 | 3,0                                                                 | 3,2                                                                 |
| Quelle:bfai *Schätzung **Prognose                                   |                                                                     |                                                                     |                                                                     |                                                                     |                                                                     |                                                                     |                                                                     |                                                                     |                                                                     |

| Staatsverschuldung in % des BIP | Staatsverschuldung in % des BIP | Staatsverschuldung in % des BIP | Staatsverschuldung in % des BIP | Staatsverschuldung in % des BIP | Staatsverschuldung in % des BIP | Staatsverschuldung in % des BIP | Staatsverschuldung in % des BIP | Staatsverschuldung in % des BIP | Staatsverschuldung in % des BIP | Staatsverschuldung in % des BIP | Staatsverschuldung in % des BIP | Staatsverschuldung in % des BIP | Staatsverschuldung in % des BIP |
| ------------------------------- | ------------------------------- | ------------------------------- | ------------------------------- | ------------------------------- | ------------------------------- | ------------------------------- | ------------------------------- | ------------------------------- | ------------------------------- | ------------------------------- | ------------------------------- | ------------------------------- | ------------------------------- |
| Jahr                            | 2004                            | 2005                            | 2006                            | 2007                            | 2008                            | 2009                            | 2010                            | 2011                            | 2012                            | 2013                            |                                 | 2016                            | 2017                            |
| %                               | 27                              | 28,9                            | 25,3                            | 17,2                            | 19,7                            | 16,8                            | 16,2                            | 12                              | 19,9                            | 18,7                            |                                 | 11,9                            | 14,2                            |
| Quelle: indexmundi/CiA factbook |                                 |                                 |                                 |                                 |                                 |                                 |                                 |                                 |                                 |                                 |                                 |                                 |                                 |

| Entwicklung der Inflationsrate (in % gegenüber dem Vorjahr) | Entwicklung der Inflationsrate (in % gegenüber dem Vorjahr) | Entwicklung der Inflationsrate (in % gegenüber dem Vorjahr) | Entwicklung der Inflationsrate (in % gegenüber dem Vorjahr) | Entwicklung der Inflationsrate (in % gegenüber dem Vorjahr) |
| ----------------------------------------------------------- | ----------------------------------------------------------- | ----------------------------------------------------------- | ----------------------------------------------------------- | ----------------------------------------------------------- |
| Jahr                                                        | 2007                                                        | 2008                                                        | 2009                                                        | 2010                                                        |
| Inflation                                                   | 18,4                                                        | 25,4                                                        | 10,3                                                        | 8,5*                                                        |
| Quelle: bfai *geschätzt                                     |                                                             |                                                             |                                                             |                                                             |

| Entwicklung des Außenhandels (in Mrd. US$ und in % gegenüber dem Vorjahr) | Entwicklung des Außenhandels (in Mrd. US$ und in % gegenüber dem Vorjahr) | Entwicklung des Außenhandels (in Mrd. US$ und in % gegenüber dem Vorjahr) | Entwicklung des Außenhandels (in Mrd. US$ und in % gegenüber dem Vorjahr) | Entwicklung des Außenhandels (in Mrd. US$ und in % gegenüber dem Vorjahr) | Entwicklung des Außenhandels (in Mrd. US$ und in % gegenüber dem Vorjahr) | Entwicklung des Außenhandels (in Mrd. US$ und in % gegenüber dem Vorjahr) |
| ------------------------------------------------------------------------- | ------------------------------------------------------------------------- | ------------------------------------------------------------------------- | ------------------------------------------------------------------------- | ------------------------------------------------------------------------- | ------------------------------------------------------------------------- | ------------------------------------------------------------------------- |
|                                                                           | 06/07                                                                     | 06/07                                                                     | 07/08                                                                     | 07/08                                                                     | 08/09                                                                     | 08/09                                                                     |
|                                                                           | Mrd.US$                                                                   | % gg. Vj.                                                                 | Mrd.US$                                                                   | % gg. Vj.                                                                 | Mrd.US$                                                                   | % gg. Vj.                                                                 |
| Einfuhr                                                                   | 50,0                                                                      | + 16,3                                                                    | 58,2                                                                      | + 16,4                                                                    | 68,5                                                                      | + 17,7                                                                    |
| Ausfuhr                                                                   | 76,2                                                                      | + 18,5                                                                    | 97,7                                                                      | + 28,2                                                                    | 100,6                                                                     | + 3,0                                                                     |
| Saldo                                                                     | + 26,2                                                                    |                                                                           | + 39,5                                                                    |                                                                           | + 32,1                                                                    |                                                                           |
| Quelle:bfai                                                               |                                                                           |                                                                           |                                                                           |                                                                           |                                                                           |                                                                           |

## Außenhandel
2008/2009 exportierte Iran Güter im Wert von 101,3 Milliarden US-Dollar. Die größten Export-Partner waren 2009 China (16,6 %), Japan (12,3 %), Indien (10,2 %), Südkorea (7,3 %) und Türkei (4,5 %). Das wichtigste Exportgut ist Erdöl. Der hohe Erdölpreis erlaubt Iran Quersubventionen seiner Industrie und Staatskasse.
Der Import betrug 2008/2009 70,2 Milliarden US-Dollar. Die größten Importpartner waren 2009 die Vereinigten Arabischen Emirate (14,7 %), China (13,8 %), Deutschland (9,5 %), Südkorea (7,5 %) und Italien (5,2 %).
Gegen die Islamische Republik Iran wurden verschiedene Embargos verhängt. Für die Länder der Europäischen Union sind die Beschränkungen der Verordnung (EG) Nr. 423/2007 einschlägig.

## Staatshaushalt
Der Staatshaushalt umfasste 2009 Ausgaben von umgerechnet 84,78 Mrd. US-Dollar, dem standen Einnahmen von umgerechnet 97,71 Mrd. US-Dollar gegenüber. Daraus ergibt sich ein Haushaltsüberschuss in Höhe von 3,9 % des BIP.
Die Staatsverschuldung betrug 2010 16,2 % eines BIP von 467,8 Milliarden $
2006 betrug der Anteil der Staatsausgaben (in % des BIP) folgender Bereiche:
- Gesundheit:[26] 6,8 %
- Bildung:[25] 5,1 %
- Militär:[25] 2,5 %

## Religiöse Stiftungen
Einen bedeutenden Wirtschaftsfaktor stellen die religiösen Stiftungen (Bonyād) dar. Sie kontrollieren ca. 80 % der Wertschöpfung. Die Regierung plant, den privaten Sektor deutlich zu erhöhen. Das System der Bonyāds bestand bereits unter dem Schah und erfüllte schon damals karitative Aufgaben, wie sie auch schwarze Kassen für die herrschende Elite darstellten. Auch heute werden den Bonyāds Vorwürfe wegen mangelnder Transparenz, Korruption und Vetternwirtschaft gemacht. Steuervorteile würden die Entwicklung eines privaten Wirtschaftssektors behindern. Die Bonyāds agieren in Form von Holdings und sind in großen Teilen der Wirtschaft marktbeherrschend, so z. B. im Bereich des Exports, beim Baumaterial (Beton), Reedereien und Petrochemie, außerdem betreiben sie Hotels, Universitäten und Banken. Verantwortlich sind die Bonyāds alleine dem Revolutionsführer und Staatsoberhaupt Āyatollāh Ali Chamene’i. Die beiden größten Stiftungen, deren Besitz je auf bis zu 15 Milliarden US$ angesetzt wird, sind die Bonyād-e-Mostafezān (Stiftung für Entrechtete) sowie der Āstān-e Qods-e Razavi von Maschhad, ursprünglich die Verwaltung eines Heiligengrabs, inzwischen aber ein Großkonzern. Im iranischen Sozialsystem sind die Bonyāds neben dem Staat der größte Faktor und unterstützen ungefähr die Hälfte der bedürftigen Bevölkerung.

## Privatisierung
Bereits seit 2001 betreiben die iranischen Regierungen Programme zur Förderung der Privatwirtschaft. Der Verfassungsartikel 44 musste dafür geändert werden. 2006 gab die Regierung ein Privatisierungsprogramm heraus, das strategisch wichtige Industrien im Ölsektor und im Finanzbereich einschloss. Die Umsetzung des Programms war schwach, weil der private Sektor wenig Interesse an Investitionen zeigte. 2008 gab die Regierung ein weiteres Programm zur Ermutigung der privaten Investitionen heraus.
Von den Privatisierungsbestrebungen profitiert auch die Iranische Revolutionsgarde, deren Rentenkassen große Firmen z. B. in der Telekommunikationsindustrie aufkaufen. Inwiefern die Kommandeure der Revolutionsgarden direkten Einfluss auf die Geschäftsführung der erworbenen Firmen nehmen, ist umstritten. Da Kapitalmonopole in Iran nicht wie in anderen Ländern vorhanden sind, sind viele Firmen mit akkumuliertem Kleinkapital und durch Rentenkassen finanziert. Eine direkte Einflussnahme der Revolutionsgarden auf die Geschäftsführung ist nicht in jedem Fall zu erkennen, so sitzt im Aufsichtsrat der von den Revolutionsgarden erworbenen Telekom kein Mitglied der Pāsdārān. Auch dieser Kauf war zur Hälfte privat finanziert. Kritisiert werden Steuervorteile gegenüber privaten Unternehmen sowie die Zollfreiheit der Revolutionsgarden. Am Ausbau der Teheraner Metro sind die Nationale Baugesellschaft, die den Revolutionsgarden gehören soll, und die religiöse Stiftung Bonyād-e Mostazafin va Dschānbāzān („Stiftung der Unterdrückten und Kriegsversehrten“) je zur Hälfte beteiligt. Die Pāsdārān selber bestreiten jede direkte wirtschaftliche Aktivität und weisen insbesondere den Vorwurf des Schmuggels, der von Präsident Ahmadineschad erhoben wurde, zurück.

## Wirtschaftssektoren

### Primärer Sektor

#### Landwirtschaft
Die landwirtschaftliche Nutzfläche beträgt trotz zahlreicher Gebirge und Wüsten 10 % der Landesfläche, wobei ein Drittel künstlich bewässert wird. Die Landwirtschaft ist einer der größten Arbeitgeber des Landes. Wichtige Produkte sind Pistazien, Weizen, Reis, Zucker, Baumwolle, Früchte, Nüsse, Datteln, Wolle und Kaviar. Seit der Revolution von 1979 wurde der Anbau von Weintrauben wegen des islamischen Alkoholverbots auf den 200.000 Hektar Rebfläche fast vollständig auf Tafeltrauben und Rosinen umgestellt. Bei Rosinen ist Iran inzwischen nach der Türkei der zweitgrößte Exporteur der Welt, bei Safran mit ungefähr 90 % Marktanteil des globalen Bedarfs mit Abstand der größte.

#### Energie
Die Islamische Republik Iran besaß im Jahr 2005 eine Kraftwerksleistung von 41.000 Megawatt. Um das geförderte Erdöl für den Export verfügbar zu haben, ist der Bau von ca. 20 Kernkraftwerken geplant. Zudem ist der Bau von Anlagen für die Produktion von Kernbrennstoffen vorgesehen. Einen erheblichen Anteil an der Energie hat auch die Wasserkraft mit 12.000 MegaWatt, einige Anlagen befinden sich noch in Bau.

#### Erdöl
Iran stand 2010 mit rund 203,2 Mio. Tonnen gefördertem Erdöl an vierter Stelle der ölfördernden Länder. Das Land verfügt über bekannte Erdölreserven von etwa 18 Mrd. Tonnen (136 Mrd. Barrel) und damit die drittgrößten Erdölreserven weltweit. Iran gehört mit zu den Ländern, die in der so genannten strategischen Ellipse liegen.

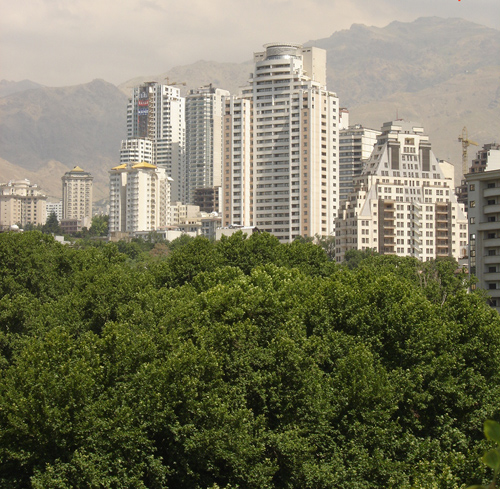
Berge von Alborz über dem Neubaugebiet von Elahiyeh.

Nachdem die islamische Revolution 1979 die Ölförderung fast zum Erliegen gebracht und die zweite Ölkrise nach 1974 ausgelöst hatte, fördert das Land heute im Durchschnitt täglich 4,245 Mio. Barrel Erdöl (ungefähr 645 Mio. Liter). Das bedeutet eine Steigerung von 0,9 % gegenüber 2009. Davon entfallen (2010) 1,799 Mio. Barrel (ungefähr 286 Mio. Liter täglich) auf den Eigenbedarf (eine Steigerung von 1 % gegenüber 2009) die restlichen 2,446 Mio. Barrel (jährlich 892,79 Mio. Barrel bzw. 141,9 Mrd. Liter) werden exportiert. Von den weltweit bekannten, mit modernen Techniken förderbaren Erdöl-Reserven befinden sich 10–11 % (je nach Quelle 125 bis 135 Milliarden Barrel) auf dem iranischen Staatsgebiet. Iran könnte somit seine derzeitige Förderung das ganze 21. Jahrhundert beibehalten, theoretisch sogar noch steigern.
Der Staat verbraucht selbst 1,8 Millionen Barrel Öl pro Tag, eine Verdreifachung seines heimischen Verbrauchs seit 1980. Das Land hat seit dem Jahr 2000 seine Raffineriekapazitäten von 1,6 Mio. Barrel täglich auf 1,86 Mio. Barrel täglich gesteigert.
Nach einer Meldung der Islamic Republic News Agency (IRNA) wurde am 17. Februar 2008 die Iranische Ölbörse (IOB) mit Sitz auf der Insel Kisch eröffnet, welche das Erdöl in Petroeuro anstelle der bislang üblichen Petrodollar handeln solle. Statt in Euro werden die Preise allerdings überwiegend in der Landeswährung Rial berechnet. Der Euro ist inzwischen eine stabilere Preisbasis als der US-Dollar, doch dürfte sich dieser Wechsel auch politisch gegen die USA richten, die seit dem Sturz des Schahs als Staatsfeind gelten.

#### Ölfelder
Die wichtigsten iranischen Erdölfelder – gezählt in bpd (Barrels per day) sind:
| Lage            | bbl/d   |
| --------------- | ------- |
| Ahwaz-Asmari    | 700.000 |
| Gachsaran       | 560.000 |
| Marun           | 520.000 |
| Kushk Kossinieh | 300.000 |
| Rag-e-Safid     | 250.000 |
| Changouleh      | 228.000 |
| Bangestan       | 220.000 |
| AghaJari        | 200.000 |
| Karanj-Parsi    | 150.000 |
| Pazanan         | 150.000 |
| BibiHakimeh     | 130.000 |

| Lage           | bbl/d   |
| -------------- | ------- |
| Dorood         | 220.000 |
| Abuzar         | 220.000 |
| Salman         | 135.000 |
| Sirri A&E      | 102.000 |
| Soroush/Nowruz | 100.000 |

#### Erdgas
Im Jahr 2011 nahm Iran mit ca. 152 Mrd. m³ gefördertem Erdgas den vierten Platz der weltweiten Erdgasförderung ein. 
Mit geschätzten 27 Billionen m³ Erdgasvorräten steht Iran an zweiter Stelle der weltweiten Erdgasreserven.
Die jährliche Förderung von Erdgas betrug im Jahre 2003 79 Mrd. m³. Davon wurden 72,4 Mrd. m³ (fast 92 %) für den Eigenbedarf Irans benötigt, womit das Land neuntgrößter Erdgasverbraucher der Welt ist. 
Die iranische Erdgasindustrie befindet sich jedoch noch nicht auf demselben Entwicklungsstand wie die der Konkurrenten in der Golfregion (z. B. Katar) und ist noch im Aufbau. Etwa 62 % der bekannten Lagerstätten sind noch nicht erschlossen, wofür ein Zeithorizont von 25 Jahren geplant ist. Zwar gibt es bereits einige Gasexporte aus Iran in die Nachbarländer (vor allem in die Türkei), doch ist Iran wegen seiner Importe aus Turkmenistan derzeit noch ein Nettogasimporteur.

#### Atomprogramm
Auf der politischen Agenda des neu gewählten Staatspräsidenten Mahmud Ahmadineschad stand im Jahre 2005 unter anderem der Punkt: eine Abwendung von diplomatischen Eingeständnissen in internationalen Verhandlungen (Atomstreit). Im Februar 2006 forderte die deutsche Bundeskanzlerin Merkel Iran auf der 42. Münchner Sicherheitskonferenz nachdrücklich zum Einlenken im Atomstreit auf. „[…] der Iran hat mutwillig die roten Linien überschritten“, warf sie Teheran vor. Es gebe die „berechtigte Befürchtung“, dass sein Atomprogramm nicht der friedlichen Nutzung, sondern militärischen Optionen diene: „Wir wollen und müssen die Entwicklung iranischer Nuklearwaffen verhindern.“ Das Land dürfe eine mögliche Überweisung des Konflikts in den UNO-Sicherheitsrat nicht zum Anlass nehmen, die Beziehungen zur internationalen Gemeinschaft abzubrechen. Es handele sich nicht um eine Provokation – vielmehr sei der Sicherheitsrat der legitime Ort zur Lösung des Konflikts. Merkel unterstrich auch die Bedeutung der Rolle Russlands. Je breiter die internationale Übereinstimmung sei, desto eher sei ein Einlenken der iranischen Führung möglich. An die Adresse des bei der Konferenz anwesenden iranischen Vize-Außenministers Abbas Araghtschi sagte Merkel, es fehle auch eine klare Stellungnahme zu den Äußerungen von Präsident Ahmadineschad zum Existenzrecht Israels. Gerade von Deutschland könne Iran in dieser Frage „nicht die geringste Toleranz erwarten“.
Die iranische Regierung kündigte März/April 2006 an, sie wolle den hohen Eigenbedarf an Erdgas durch ein eigenes Atomprogramm reduzieren. Viele Staaten fürchteten jedoch, dass die islamistische Regierung damit auch die Entwicklung der Atombombe vorantreiben werde (siehe IAEO und UNO-Sicherheitsrat, März/April 2006).
Am 31. Juli 2006 verabschiedete der Sicherheitsrat der Vereinten Nationen eine moderatere Resolution, die Iran bis zum 31. August 2006 Zeit ließ, das Programm zur Urananreicherung zu unterbrechen, ansonsten müsse das Land sich auf wirtschaftliche und diplomatische Sanktionen gefasst machen. Iran ging postwendend hinsichtlich der geplanten Maßnahmen auf Konfrontationskurs, indem er mitteilte, dass die Maßnahme Verhandlungen über ein Anreizbündel, welches im Juni 2006 dem Land offeriert wurde, erschwere. Dieses Bündel sollte Iran eine Aussetzung der Uran-Anreicherung schmackhaft machen.
Die iranische Führung ließ am 6. August 2006 verlauten, dass sie im Widerspruch zur jüngsten Resolution des UN-Sicherheitsrats die Arbeiten zur Urananreicherung bei Bedarf ausweiten wolle. „Wir werden unsere Atomtechnologie fortentwickeln, wann immer es notwendig sein wird,“ sagte der Chefunterhändler Irans Laridschani in Teheran.
Der US-Enthüllungsjournalist Seymour Hersh erhob am 19. November 2006 schwere Vorwürfe gegen die US-Regierung. Diese solle bewusst Informationen der CIA zurückhalten, die belegten, dass keinerlei Beweise für Nutzung des Atomprogramms zu militärischen Zwecken vorliege. Laut Hersh spielt die US-Regierung die Geheimdienst-Erkenntnisse herunter, um an ihrer harten Politik gegen Teheran weiterhin festhalten zu können.
In einem Interview mit der Zeitung „Jungle World“ im Februar 2011 bestätigte der frühere, außenpolitisch mit dem iranischen Atomprogramm direkt befasste iranische Diplomat Abolfazl Eslami im Wesentlichen die Vorwürfe gegen die iranische Führung, Atomwaffen anzustreben:

„[Ich] konnte mir nicht vorstellen, dass sie an einer Atombombe arbeiten. Aber als sie den Vorschlag (erg.: der EU-Troika) zurückwiesen, wurde mir klar, dass sie wirklich genau das tun. Sie wollen keine Nuklearanlage für das iranische Volk, wie sie offiziell immer behauptet haben. Zivile Nuklearanlagen sind nur ein Vorwand, um an Nuklearwaffen zu kommen. Wir iranischen Diplomaten waren uns dessen anschließend vollständig bewusst. Deshalb habe ich dann auch die NPT-Sektion der UN verlassen. Ich ging dann als Botschaftsberater nach Tokio.“

Am 21. August 2010 wurde der Reaktor des Kernkraftwerk Buschehr trotz heftiger Proteste der westlichen Welt bestückt. Am 4. September 2011 wurde er erstmals an das Stromnetz angeschlossen.
Laut einer am 14. Januar 2013 veröffentlichten Studie der unabhängigen US-Militärforschungseinrichtung Institute for Science and International Security könnte Iran bis Mitte 2014 genug hochangereichertes Uran produziert haben, um Atombomben herstellen zu können. Das Expertenteam für Nichtverbreitung von Kernwaffen zeigen sich in dem 166 Seiten langen Report sehr skeptisch, dass die iranische Regierung ihr Nuklearprogramm ausschließlich für friedliche Zwecke der Energiegewinnung zu verwenden plant.

#### Staudammbau
Iran entwickelte sich zu einem großen Staudammbauer. 157 Dämme wurden gebaut, 84 befinden sich im Bau oder Planung, vor der Islamischen Revolution gab es nur 13 Staudämme im Land. Abgesehen von der Produktion von Elektrizität, die dann wiederum mehr Öl für den Export freigibt, will das Land damit die fortschreitende Wasserknappheit handhaben. Das größte Projekt ist der Bachtiyāri-Staudamm in der Provinz Lorestan im Südwesten Irans, im Zagros-Gebirge. Er soll der größte doppelbögige Staudamm der Welt werden, mit einer Höhe von 315 Metern. Bedingt durch seine schwierige geographische Lage ist es nicht notwendig Menschen dafür umzusiedeln.
2010 erhielt ein iranisches Unternehmen den Auftrag zur Errichtung des Staudamms „Schah Wa Aroos“ nördlich von Kabul mit einer Kapazität von 7,5 Millionen Kubikmetern Wasser und einer Bauzeit von 3,5 Jahren. An Arbeitskräften will Iran 25 % stellen, der Rest soll von lokalen Arbeitskräften geleistet werden.
Nach Meinung von Kritikern gefährdet das Sivand-Staudammprojekt unter anderem das Weltkulturerbe des Grabes von Kyros dem Großen bei Pasargadae. Es liegt wenige Kilometer vom Stausee entfernt und es wurde im Jahr 2007 eine Gefährdung durch Feuchtigkeit befürchtet. Die Projekte um den stark salzhaltigen (30 %) Urmiasee im Nordwesten Irans werden vor allem von Umweltschützern kritisiert: Je nach Jahreszeit leben hier viele Pelikane und Flamingos, die sich von dem im See beheimateten Salzkrebsen ernähren. Der seit 1976 als Biosphärenreservat der UNESCO klassifizierte See ist mit 5200 Quadratkilometern der größte Binnensee im Mittleren Osten und von fortschreitender Austrocknung bedroht. Umweltschützer machen dafür unter anderem die zahlreichen Staudämme im Umland verantwortlich, die den Zufluss zum See verhindern. Die iranische Regierung hat 900 Mio. $ für die Rettung des Sees freigegeben, der See soll geflutet werden.

### Sekundärer Sektor

#### Automobilindustrie
In der Automobilindustrie waren 2010 rund 500.000 Menschen beschäftigt, damit ist die Branche der zweitgrößte Arbeitgeber nach der Ölindustrie und Iran der größte Automobilproduzent im Mittleren Osten. 2012 ist die iranische Automobilproduktion jedoch scharf eingebrochen; es wurden nur noch 989.110 Fahrzeuge produziert – 40 Prozent weniger als 2011. Darunter fallen 848.000 PKW und 141.110 Nutzfahrzeuge.
Die beiden größten Automobilhersteller sind die staatliche SAIPA – derzeit im Privatisierungsprozess – und Iran Khodro. Die IKCO produziert neben einheimischen Modellen wie Dena und Runna in Lizenz Modelle von Peugeot. SAIPA hat die IKCO im Jahr 2010 das erste Mal in der Rangfolge überholt. Nach Ansicht des Business Monitor International’s Iran Autos Report wird sich die Belastbarkeit der iranischen Automobilindustrie erst in den nächsten Jahren zeigen, wenn der einheimische Markt gesättigt ist und Iran zunehmend auf dem internationalen Markt agiert, denn bisher ist der Produktionsanstieg noch überwiegend auf die Unterstützung der Regierung zurückzuführen. 12,64 % der zugelassenen Kraftfahrzeuge werden mit Gas betrieben. Iran liegt damit weltweit an fünfter Stelle der Nutzung von gasbetriebenen Kraftfahrzeugen.
Der schwedische LKW-Produzent Scania eröffnete 2011 eine neue Produktionslinie in Qazvin und löst damit Daimler-Chrysler ab, das seine Geschäftskontakte mit Iran abgebrochen hat. Von 2013 bis zum Jahr 2017 verdoppelte sich die Produktionsleistung auf über 1,5 Millionen. 2018 sank sie in Folge der Aufkündigung des Atomabkommen durch die Vereinigten Staaten erneut auf unter 1,1 Millionen.

### Tertiärer Sektor

#### Kapitalmarkt
Das Land führt mehrere Wertpapierbörsen und Handelsplätze. Die bekannteste und größte ist die Teheraner Börse mit ihrem Leitindex, dem TEPIX.
Außerdem gibt es die Iran Fara Bourse Securities Exchange, die Iran Mercantile Exchange als Warenbörse und die Kish Stock Exchange beziehungsweise Iranische Ölbörse.
Seit 1979 besteht die Islamische Wirtschaftsorganisation von Iran.

#### Staatsfonds
Die Regierung verfügt über einen Staatsfonds, der als National Development Fund of Iran bekannt ist. Dieser soll die Einnahmen aus dem Öl- und Gassektor in produktive Investitionen für zukünftige Generationen umwandeln.

## Korruption
Iran hat eine enorme Korruption. Laut dem internationalen Korruptionswahrnehmungsindex von Transparency International belegte Iran im Jahr 2012 unter 174 gelisteten Ländern Platz 133 und lag damit gleichauf mit
Russland, Kasachstan, Guyana, den Komoren und Honduras.

## Subventionsreformen
In der zweiten Jahreshälfte 2010 begann die iranische Regierung mit der Umsetzung einer lange geplanten Reform von Subventionen auf Energiepreise, Getreide, Brot und öffentlichen Personenverkehr. Der IWF attestierte Iran dazu gute Startbedingungen beim Rückgang der Inflation von über 30 % auf 10 % ab September 2009. Im ersten Jahr der Reformen wurden $ 60 Milliarden an Subventionen zurückgefahren, 15 % des Bruttoinlandproduktes. Grund für die Reform sind die steigenden Energiepreise auf dem Weltmarkt, bei künstlich niedrig gehaltenen Preisen im Inland, was dazu führte, dass Iran zu einem der größten Energieverschwender wurde, während gleichzeitig Haushalte mit niedrigem Einkommen von den Subventionen kaum profitierten. Der IWF nennt eine Summe von durchschnittlich $ 4000 jährlicher Subventionen für einen vierköpfigen Haushalt, wobei es aber einen großen Teil Iraner gibt, deren Jahreseinkommen unter $ 4000 liegt. Man verspricht sich also sowohl einen sparsameren Umgang mit Energie als auch die Entwicklung energiesparender Technologien, z. B. in der iranischen Autoproduktion, und mehr soziale Gerechtigkeit durch Direktzahlungen an einkommensschwache Haushalte sowie erhöhte Staatseinnahmen durch mehr Exportkapazitäten bei Öl und Gas. Insgesamt gehen 30 % des durch die gestrichenen Subventionen eingesparten Geldes direkt an die Bürger zurück, 20 % werden an die Industrie zur Entwicklung von Energiesparmaßnahmen gezahlt, der Rest verbleibt zum Ausgleich der erhöhten Energiepreise im Staatshaushalt. Es sind 93 % der iranischen Bürger für die Direktzahlungen registriert. Pro Person eines Haushaltes werden ca. $ 80 alle zwei Monate ausgezahlt. Der IWF zog im Juni eine positive Zwischenbilanz der Reformen: Trotz der bis um das 20fache erhöhten Energiepreise stieg die Inflationsrate maßvoll auf 14,2 % im Mai 2011. Es wird eine vorübergehende Abschwächung des Wirtschaftswachstums und ebenso vorübergehender Anstieg der Inflationsrate erwartet, der IWF konstatiert aber jetzt schon mehr soziale Gerechtigkeit und geringeren Energieverbrauch.

## Arbeitsmarkt
Neben der hohen Arbeitslosigkeit ist Kinderarbeit und die Beschäftigung von Billiglohnarbeitern vor allem aus Afghanistan verbreitet. Für die Beschäftigten gibt es (Stand 2007) keine gewerkschaftliche Vertretung. Besonders Billiglohnarbeiter sind starken Repressionen ausgesetzt.